# 维贾内洛 (南科西嘉省)
维贾内洛（法語：Viggianello，法語發音：[vidʒanɛlo]）是法国南科西嘉省的一个市镇，属于萨尔泰讷区。

## 地理
维贾内洛（41°40'51"N, 8°57'7"E）面积17.03 平方千米，位于法国南科西嘉省，该省份位于科西嘉南部，后者为地中海西部的一座岛屿，也是法国的一个单一领土集体，位于法国大陆部分的东南面，意大利半島的西面，最临近的地块是撒丁岛。
与维贾内洛接壤的市镇（或旧市镇、城区）包括：阿尔贝拉拉、福扎诺、奥尔梅托、普罗普里亚诺、薩爾泰訥。
维贾内洛的时区为UTC+01:00、UTC+02:00（夏令时）。

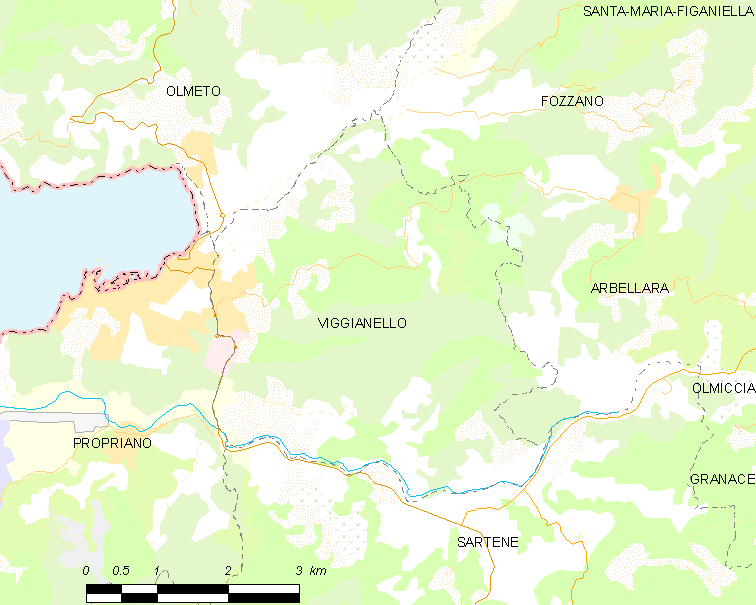
维贾内洛的OSM定位图

## 行政
维贾内洛的邮政编码为20110，INSEE市镇编码为2A349。

## 政治
维贾内洛所属的省级选区为萨尔特奈-瓦林科县。

## 人口

1962-2008年间维贾内洛人口变化图示

维贾内洛于2022年1月1日时的人口数量为890人。